# ۱۹۷ (قمری)
۱۹۷ (قمری)، صد و نود و هفتمین سال در گاهشماری هجری قمری است. اول محرم این سال برابر با شانزدهم سپتامبر سال ۸۱۲ میلادی است.

## وابسته
- نافع مدنی